# Tamarillo (cheval)
Pour l’article homonyme, voir Tamarillo.
Tamarillo, né en 1992 et décédé le 29 juillet 2015, est un hongre demi-sang arabe bai de concours complet d'équitation. Il représente l'Angleterre dans les compétitions internationales depuis 2002, sous la selle de William Fox-Pitt, avec qui il décroche notamment une médaille d'argent par équipe aux jeux équestres mondiaux de 2006. 
En 2013, il est annoncé que Tamarillo a été cloné pour donner naissance à Tomatillo, lui aussi nommé d'après une variété de tomate.

## Palmarès[2]
- 2002 : Médaille de Bronze par équipe aux Jeux Équestres Mondiaux de Jerez
- 2004 : 
  - Victoire à Badminton
  - Participation aux Jeux Olympiques d'Athènes
- 2005 : Victoire par équipe et 2nde place en individuel aux Championnats d'Europe à Blenheim
- 2006 : Victoire par équipe aux Jeux Equestres Mondiaux d'Aix
- 2008 : Victoire à Burghley